# Tutti frutti (TV-program)
Tutti frutti var ett svenskt underhållningsprogram som började sändas i TV3 år 1994. Senare kom ytterligare en säsong. Programmet producerades av Boa Television. Det leddes av programledarna Bruno Wintzell och Dominika Peczynski. Producent var Lars Bermann och redaktör Jonas Lagerström.
Den italienska förlagan hette Colpo Grosso och sändes i italiensk TV 1987–1992. Formatet exporterades till omkring 25 länder, bland annat till Tyskland (från 1990), Brasilien (från 1991) och Sverige. I Tyskland och Sverige fick det namnet Tutti frutti och i Brasilien Cocktail.
Innan den svenskproducerade versionen, sände TV3 några avsnitt av den tyska versionen med svensk text.

## Sverige
I varje program av svenska Tutti frutti skulle två deltagare, en kvinna och en man, tävla mot varandra i ett antal teoretiska och praktiska utmaningar. Programmet hade frukttema och medverkade gjorde cin cin-baletten, en variant på cancan-flickor. Cin cin-baletten stod för lättklädd dansunderhållning och kvinnorna fungerade som värdinnor i programmet, där momenten ofta innebar att de öppnade behån och blottade brösten. Var och en av kvinnorna presenterades som ett bär eller en exotisk frukt, vilket matchades av färg och motiv på kläderna. Striptease (ner till underbyxorna) förekom både som tävlingsmoment för deltagarna och som pausnummer med inhyrda kvinnor från olika länder. Tutti frutti spelades in i Milano i Italien och deltagarna fick resa, logi och viss kost betald. Utöver det kunde de vinna några tusen kronor var i kontanter, beroende på utgång i programmets olika tävlingsmoment. Den ena programledaren, Dominika Peczynski, valdes ut av produktionsbolaget. Den andra, Bruno Wintzell, var Jan Stenbecks personliga val.  Att Wintzell blev utvald berodde på att i både den italienska versionen och den tyska versionen, så hade man gamla avdankade smörsångare som programledare (Umberto Smaila och Hugo Egon Balder). Däremot var den svenska versionen unik med en man och en kvinna som jämställda programledare. Wintzell var i programmet klädd i frack, vilket skulle anspela på greve Danilo i Glada änkan. Tommy Blom, från den tidigare popgruppen Tages, var en tilltänkt kandidat som programledare, men fick inte rollen. Det svenska premiärprogrammet 8 oktober 1994 hade omkring 360 000 tittare, varav cirka 38 procent av tittarna var kvinnor.
Programmet väckte uppmärksamhet och kritiserades från vissa håll hårt för att objektifiera kvinnor. Andra menade att Tutti frutti på ett lekfullt sätt utmanade den stundtals dogmatiska inställningen till sexualitet och jämställdhet i den svenska samhällsdebatten.[källa behövs]
Efter att Tutti Frutti sänts började en del att skämtsamt kalla TV3 för "tutt-TV".